# Пентастаннид гексатитана
Пентастанни́д гексатита́на — бинарное интерметаллическое неорганическое соединение, интерметаллид титана и олова
с формулой Ti6Sn5, кристаллы.

## Получение
- Сплавление стехиометрических количеств чистых веществ:

{\displaystyle {\mathsf {6Ti+5Sn\ {\xrightarrow {1490^{o}C}}\ Ti_{6}Sn_{5}}}}

## Физические свойства
Пентастаннид гексатитана образует кристаллы гексагональной сингонии, пространственная группа P 63/mmc, параметры ячейки a = 0,922 нм, c = 0,569 нм, Z = 2,
структура типа пентастаннида гексатория Th6Sn5.
При температуре 790 °C происходит переход в фазу ромбической сингонии, пространственная группа I mmm, параметры ячейки a = 1,6930 нм, b = 0,9144 нм, c = 0,5735 нм, Z = 4,
структура типа пентастаннида гексатория Th6Sn5 (или пентастаннида гексаниобия Nb6Sn5).
Соединение конгруэнтно плавится при температуре 1490 °C (по другим данным, 1476 °C или 1493 °C).